# Čovići
Čovići falu Horvátországban Lika-Zengg megyében. Közigazgatásilag Otocsánhoz tartozik

## Fekvése
Zenggtől légvonalban 36 km-re, közúton 52 km-re, községközpontjától 7 km-re délkeletre a Gacka völgyében, a Kis-Kapela és a Velebit-hegység között fekszik.

## Története
A falu területe már az ókorban is lakott volt, felette a déli oldalon találhatók a japodok Katun nevű várának maradványai. A római korból két értékes Mitrász-szentély maradt ránk. Az egyik a faluban a főúttól nem messze, a másik a Špilnička mezőn az Oltarinak nevezett helyen található. Ez megerősíti, hogy a római uralom idején a 2. és a 3. században a Gacka völgyében jelentős Mitrász kultusz volt, melyet nyugatról hoztak magukkal a rómaiak.
1857-ben 864, 1910-ben 1534 lakosa volt. A trianoni békeszerződésig Lika-Korbava vármegye Otocsáni járásához tartozott. Ezt követően előbb a Szerb–Horvát–Szlovén Királyság, majd Jugoszlávia része lett. Jugoszlávia felbomlása után 1991-ben a független Horvátország része lett. A falunak 2011-ben 562 lakosa volt.

## Lakosság
| Lakosság változása | Lakosság változása | Lakosság változása | Lakosság változása | Lakosság változása | Lakosság változása | Lakosság változása | Lakosság változása | Lakosság változása | Lakosság változása | Lakosság változása | Lakosság változása | Lakosság változása | Lakosság változása | Lakosság változása | Lakosság változása |
| ------------------ | ------------------ | ------------------ | ------------------ | ------------------ | ------------------ | ------------------ | ------------------ | ------------------ | ------------------ | ------------------ | ------------------ | ------------------ | ------------------ | ------------------ | ------------------ |
| 1857               | 1869               | 1880               | 1890               | 1900               | 1910               | 1921               | 1931               | 1948               | 1953               | 1961               | 1971               | 1981               | 1991               | 2001               | 2011               |
| 864                | 1319               | 1354               | 1453               | 1538               | 1534               | 1575               | 1509               | 1232               | 1145               | 1005               | 939                | 861                | 922                | 701                | 562                |

## Nevezetességei
- Szent Márk tiszteletére szentelt temploma a ličko lešćei plébánia filiája.
- A falu területén két, kőbe faragott 2. vagy 3. századi Mithrász-szentély található. Az egyik a Rajanov grič nevű lelőhelyen a kis záporpatak a Rajan jobb partján található, az Otocsán - Gospić út közelében. Az itteni Mithras-szentély egy ritka műemlékcsoportba tartozik, amelynek jellegzetessége, hogy Mithrászt a természetes kőzetbe vésett dombormű ábrázolja. A dombormű mára jelentősen megkopott. Az 1,64 méter magas és az alján 1,75 méter széles fülkében Mithrász isten egy bikát áldoz fel. A tauroktónia cselekményének ábrázolásában gyakori egyéb elemek közül láthatók még a fáklyavivők (dadophorák), amelyek a fülke bal és jobb oldalba faragva kisebb méretűek, mint a dombormű többi része.[4]
- A településen több 19. századi eredetű tradicionális faépüllet látható.